# Ptičja direktiva
Ptičja direktiva je neformalno ime za Direktivo Sveta 79/409/EGS z dne 2. aprila 1979 o ohranjanju prosto živečih ptic.
Ptičja direktiva je najstarejši predpis Evropske unije s področja varstva narave. Direktiva je vzpostavila obsežen sistem varstva za vse prostoživeče vrste ptic v Uniji. Sprejeta je bila kot odgovor na naraščajočo zaskrbljenost zaradi upadanja populacij ptic, kar je posledica onesnaženj, uničevanja habitatov in prekomernega lova. Države članice so se strinjale, da so ptice - mnoge vrste so selivke - skupna naravna dediščina vse Unije, zaradi česar njihovo varstvo zahteva sodelovanje vseh članic.
Direktiva priznava, da je izgubljanje in degradiranje habitatov največja grožnja ohranjanju ptic v Uniji. Zato veliko pozornost posveča ohranjanju habitatov ogroženih vrst ptic. Države članice morajo za vse vrste ptic iz Dodatka I direktive in za vse redno pojavljajoče se migratorne vrste ptic, ki so potrebne varstva, oblikovati posebna območja varstva (Special Protection Area - SPA), imenovana tudi območja Natura 2000. Države članice so na SPA območjih dolžne zagotavljati, da so populacije varovanih vrst ptic v ugodnem stanju.
Ptičja direktiva je bila večkrat spremenjena in dopolnjena. Največ sprememb je bilo na Dodatkih, kjer so seznami vrst ptic z različnimi varstvenimi režimi. Dodatki so se spreminjali ob vsaki širitvi Evropske unije. Zadnja prečiščena verzija (t. i. kodificirana različica) Ptičje direktive z dne 30. novembra 2009 nosi oznako 2009/147/ES.